# Stanton megye (Kansas)
Stanton megye az Amerikai Egyesült Államokban, azon belül Kansas államban található. Megyeszékhelye és legnagyobb városa Johnson City. Lakosainak száma 2084 fő (2020. április 1.). Stanton megye Hamilton, Morton, Kearny, Grant, Stevens, Prowers és Baca megyékkel határos.

## Népesség
A megye népességének változása:
| Lakosok száma | 2258 | 2237 | 2188 | 2194 | 2072 | 2084 |
|               | 2010 | 2011 | 2012 | 2013 | 2015 | 2020 |